# Мис Марії
54°18′18″ пн. ш. 142°16′06″ сх. д. / 54.305° пн. ш. 142.26833333333° сх. д.
Мис Марії (рос. мыс Марии) — мис на півночі острова Сахаліну, західний вхідний мис Північної затоки. Являє собою край невеликого гористого півострова, що виступає у північно-західній частині півострова Шмідта. Територія Охинського міського округу Сахалінської області Російської Федерації.
Висота гір — 280 м. Біля мису гори спускаються до моря широкими терасами. У 1935 році старий маяк замінили капітальною спорудою — 18-метровою 8-гранною кам'яною баштою.